# Эхинопсис золотистый
Эхинопсис золотистый (лат. Echinopsis aurea) — кактус из рода Эхинопсис.

## Описание
Стебель тёмно-зелёный с восковым налётом, продолговато-шаровидный с уплощённой верхушкой, одиночный, диаметром и высотой до 10 см. Рёбер около 15, они высокие, с чёткой острой кромкой.
Колючки золотистые, с тёмным основанием, тонкие, эластичные. Центральная — одна, 2—3 см длиной; радиальных — 8—10, до 1 см длиной.
Цветки золотистые, воронковидные, на трубке до 10 см длиной.

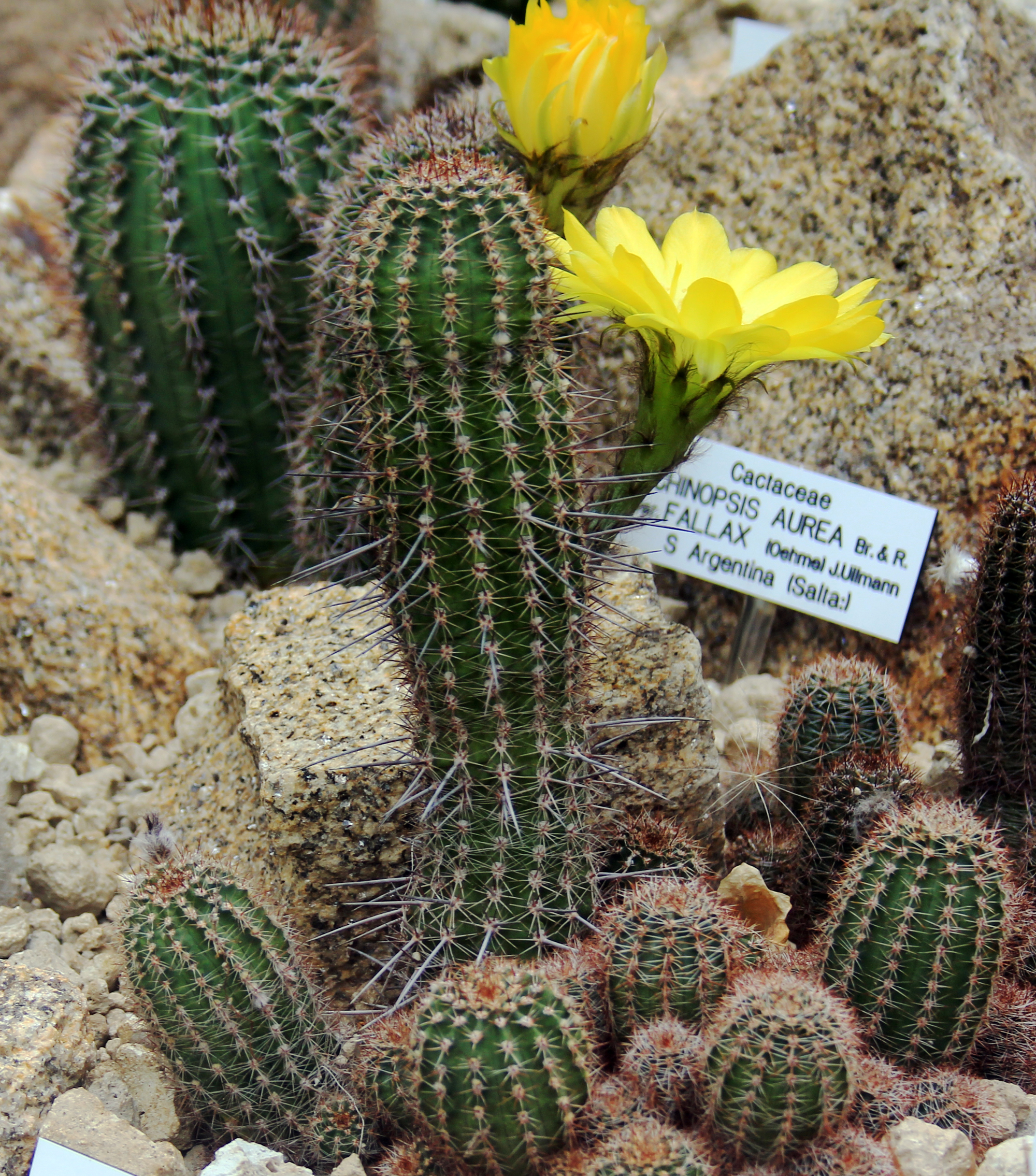
Echinopsis aurea

## Распространение
Эндемик аргентинских провинций Жужуй и Сальта.

## Синонимы
| - Lobivia aurea - Pseudolobivia aurea - Hymenorebutia aurea - Lobivia shaferi - Lobivia cylindrica - Echinopsis fallax - Lobivia leucomalla | - Hymenorebutia leucomalla - Echinopsis leucomalla - Lobivia fallax - Lobivia cylindracea - Echinopsis cylindracea - Pseudolobivia luteiflora |